# Испытательное судно систем самообороны

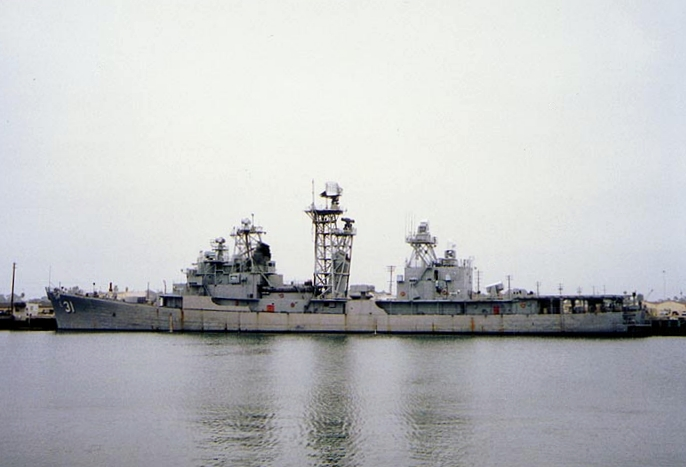
«USS Decatur (DDG-31)» как испытательный корабль самообороны в 2003 году.

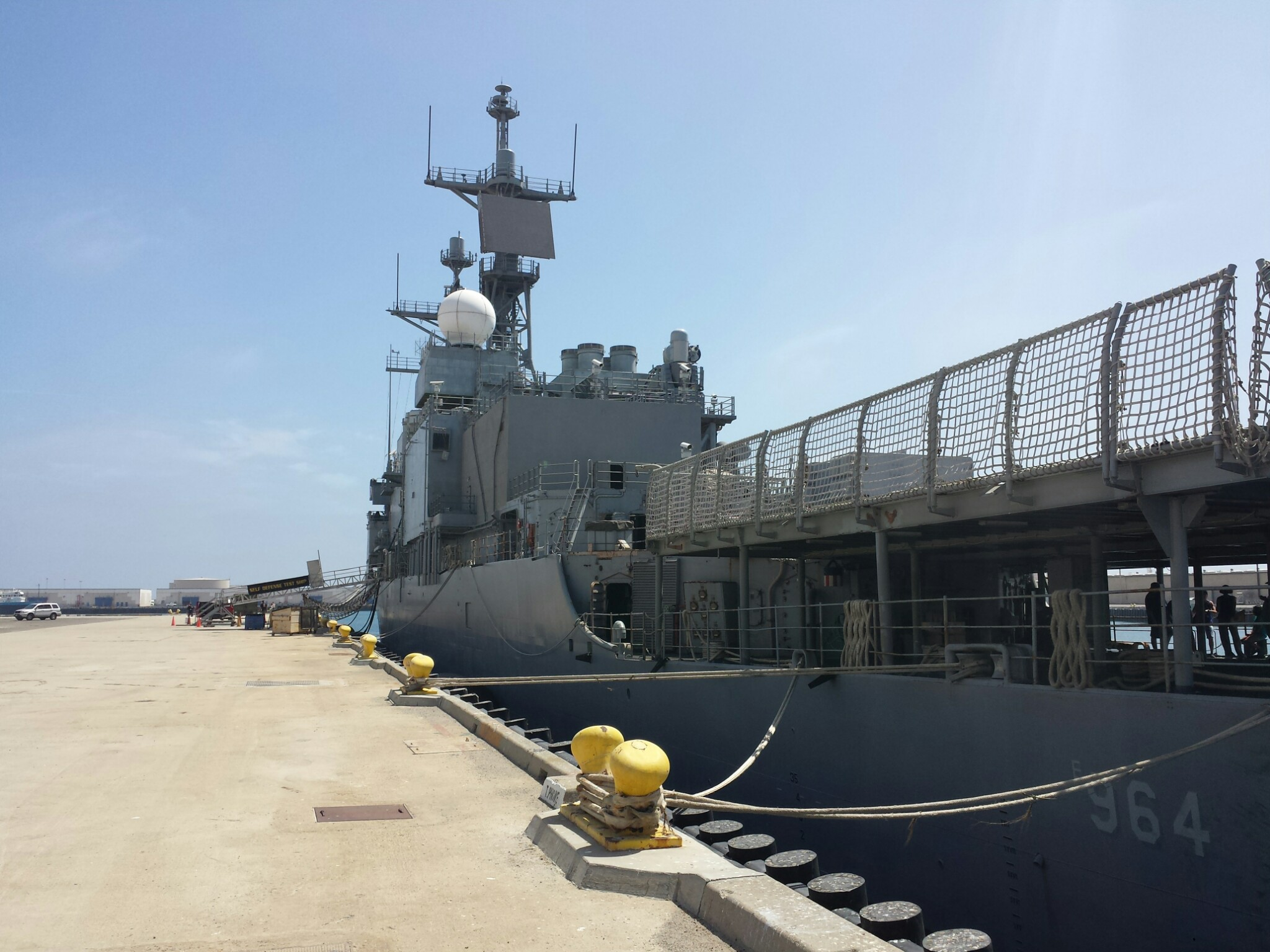
«USS Paul F. Foster» пришвартовался в Центре надводных боевых действий ВМС на военно-морской базе округа Вентура, Порт-Уэнем, Калифорния, в 2014 году.

Испытательный корабль систем самообороны (англ. Self Defense Test Ship (SDTS)) — отремонтированный корабль, который в некоторых случаях управляется дистанционно. Такие корабли используются для разработки, тестирования и оценки средств самообороны.
В беспилотном режиме он может избежать ограничений безопасности и других проблем, связанных с обитаемыми кораблями. В ходе испытаний корабль подвергается атакам, а испытываемая боевая система или система вооружения отвечает на эти угрозы, защищая корабль. Заранее подготовленная атака на практике направлена на баржу, буксируемую в 45 м позади SDTS, чтобы избежать повреждения испытательного корабля в случае если не удастся отбить атаку. Системы, установленные на SDTS, включают в себя MK 57 NATO RIM-7 Sea Sparrow, систему обнаружения целей MK 23, RIM-116 Rolling Airframe Missile, AN/SLQ-32 и систему ближнего боя Mark 15 Phalanx CIWS.
В настоящее время в качестве испытательного корабля самообороны используется бывший военный корабль США USS Paul F. Foster. Помимо того, что это корабль с дистанционным управлением, он является испытательным стендом для множества систем, технологий и оружия, от биотоплива до лазеров. Он заменил в этом качестве бывший USS Decatur (DD-936) в 2003 году.

## Корабли-мишени
Корабли выработавшие свой ресурс или непригодные для дальнейшей эксплуатации обычно используются в качестве мишеней. Их подготовка для использования в этом качестве включает в себя полное удаление из него веществ и материалов, ускоряющих уничтожение судна или загрязняющих окружающую среду. Если предполагается использование мишени в качестве искусственного рифа, в его корпусе делают отверстия разного размера для рыб и аквалангистов. В последнее время наметилась тенденция перед затоплением удалять с кораблей все идентификационные надписи. Также на корабль-мишень устанавливается аппаратура, фиксирующая попадания в корабль, крен корабля и другую информацию.

## Испытательное судно
В 1990-е в США была создана новая концепция корабля-мишени, который способен не только самостоятельно передвигаться, уходя от атаки, но и оснащён системами активной защиты. Первым кораблём такого типа стал USS Decatur (DD-936), который был сочтён наиболее подходящим для этих целей. Его эксплуатация в этом качестве началась в 1994 году. В отличие от обычных мишеней, двигатели испытательных судов работают в штатном режиме, также полноценно функционируют системы противоракетной обороны. Для продления срока эксплуатации мишени, атакам подвергается не сам корабль, а специальная баржа, буксируемая на расстоянии 45 м за кораблём. С помощью испытательного судна был испытан корабельный зенитный ракетный комплекс RIM-116 Rolling Airframe Missile.
Во время испытаний 1999 года «Decatur» получил серьёзные повреждения, которые делали невозможным его дальнейшую эксплуатацию в этом качестве. Следующим испытательным судном в 2003 году стал «USS Paul F. Foster». На этом корабле, помимо военных, отрабатываются также и технологии дистанционного управления, корабельной электроники и другие. Так, на нём была испытана возможность использования биотоплива для питания силовой установки. Топливная смесь на 50% состояла из обычного горючего и на 50% — из водорослевого масла. На этой смеси корабль плыл в течение 17 часов, при этом не было отмечено никаких различий в работе двигателей корабля. Эти испытания стали первым экспериментом в рамках проекта «Great Green Fleet» (с англ. — «Большой зелёный флот»), в рамках которого часть военных кораблей и самолётов США планируется перевести на экологически чистые виды топлива.